# 1st Civil Affairs Group
Le 1er Groupe des affaires civiles (1st CAG) est une unité des affaires civiles (CA) du Corps des Marines des États-Unis basée à Camp Pendleton, en Californie. C'est l'une des quatre unités des affaires civiles du Marine Corps, qui sont toutes des unités de réserve. Le 1er CAG tend à soutenir les activités de la I Marine Expeditionary Force.

## Mission
La mission du1st CAG est de planifier et exécuter des opérations militaires civiles tout en assurant la liaison entre les forces militaires et les autorités civiles, la population locale et les organisations non gouvernementales. Elle consiste aussi à mener des activités qui améliorent les relations entre les militaires et le personnel du pays hôte et les organisations facilitées par l'application de compétences spécialisées dans les affaires civiles dans des domaines qui relèvent normalement des gouvernements civils.

## Histoire
Le 1st CAG a été activé le 6 juin 1985, à l'origine sous le nom de 3rd CAG, au Naval and Marine Corps Reserve Center, à Los Angeles. Entre 1987 et 1988, le groupe a recruté et formé des Marines pour remplir sa mission de soutien aux affaires civiles des forces actives lors d'exercices d'entraînement aux États-Unis et à l'étranger.

### En tant que 3rd CAG
À la mi-août 1990, un détachement provisoire d'affaires civiles s'est déployé en Arabie saoudite pour soutenir le I MEF en Asie du Sud-Ouest dans le cadre de l'opération Desert Shield. Les équipes de l'AC ont collaboré avec le personnel du I MEF pour réduire la menace chimique créée par les vastes installations de stockage de produits chimiques du port commercial d'Al Jubail. Les Affaires civiles des Marines ont aidé à formaliser les relations avec les forces de police et de défense civile saoudiennes pour coordonner les schémas de trafic civil et militaire. Fin décembre, la majorité du 3rd CAG était retournée aux États-Unis. L'ensemble du 3rd CAG a été activé et déployé en Arabie saoudite en janvier 1991 pour l'opération Desert Storm. En avril 1991, le 3rd CAG est rentré du déploiement et a été libéré de ses fonctions.
En plus de mener des activités d'affaires civiles, le 3rd CAG a fourni un soutien limité aux opérations psychologiques tactiques pour l'accomplissement de la mission. Le 3rd CAG a également déménagé de Los Angeles à Camp Pendleton, en Californie. L'unité a commencé à fournir des officiers de liaison au I MEF, à la 1st Marine Division, au 1st Marine Logistics Group, aux Marine Expeditionary Units et au I MEF MAGTF Pacific, augmentant ainsi l'accessibilité et le soutien du 3rd CAG aux unités de la flotte. Au cours de l'été 1994, le 3rd CAG proposa un nouveau tableau d'organisation au quartier général des Marines qui ajoutait un détachement de planification des opérations psychologiques. Le 3rd CAG a répondu aux hostilités potentielles en Irak en octobre 1994 en déployant deux membres de l'unité en Arabie saoudite.
En tant qu'unité de réserve, le 3e CAG a élaboré des programmes pour mieux soutenir les unités de service actif, notamment la formation et les déploiements avec les 11e MEU, 13e MEU, 15e MEU et 31e MEU. Le 3rd CAG a assumé la mission de soutien militaire aux autorités civiles, en tant que liaison pour le I MEF.
De novembre 1995 à février 1996, le 3rd CAG a géré un camp de réfugiés civils déplacés à Guam pour les réfugiés kurdes pendant l'opération Pacific Haven. L'unité a soutenu l'opération Joint Guard en Bosnie de juin 1997 à janvier 1999.
À la fin des années 1990, le 3rd CAG a soutenu les composantes actives de toutes les branches de l'armée américaine lors d'exercices et d'opérations en Thaïlande, en Corée, au Kenya, en Amérique centrale, en Amérique du Sud, dans les Caraïbes, au Japon et aux États-Unis.
En 2001, le 3rd CAG a soutenu des programmes d'action civique pour le United States Southern Command en Amérique centrale et du Sud, en s'appuyant fortement sur les capacités bilingues de ses nombreux Marines hispanophones. Le 3e CAG a également fourni un soutien de planification du personnel au I MEF et à ses unités opérationnelles avancées engagées dans l'opération Enduring Freedom, ainsi qu'au III MEF à l'appui d'exercices en Thaïlande et en Corée. En novembre 2001, le 3rd CAG a activé et déployé un détachement de dix Marines au Kosovo pour soutenir les opérations de maintien de la paix des Nations-Unies. En mai 2002, un deuxième détachement de dix Marines a été déployé au Kosovo. De 2001 à 2003, le 3rd CAG a également déployé des Marines au Koweït dans le cadre de la Force opérationnelle interarmées - Gestion des conséquences (C / JTF-CM), pour servir de liaison principale entre la Force opérationnelle et le gouvernement national koweïtien lors des opérations Enduring Freedom puis Iraqi Freedom.

#### Guerre en Irak
En janvier 2003, le 3rd CAG s'est mobilisé pour l'opération Enduring Freedom et a été déployé au Koweït en prévision des opérations de combat en Irak. Avec le début de la guerre terrestre en mars 2003, le 3rd CAG a aidé à restaurer l'infrastructure et le gouvernement irakiens, concluant sa première tournée de l'opération Iraqi Freedom en septembre 2003. En janvier 2004, le 3rd CAG s'est mobilisé et a déployé des hommes pour une deuxième tournée en Irak pour soutenir le I MEF dans la province d'al-Anbar et est retourné au Camp Pendleton en août. Un détachement du 3rd CAG s'est mobilisé et déployé en Irak de janvier à octobre 2005 dans le cadre du 5th CAG provisoire en soutien au II MEF à al-Anbar. En décembre 2005, le 3rd CAG s'est mobilisé et déployé pour une troisième tournée en Irak afin de soutenir le I MEF à al-Anbar et est retourné au Camp Pendleton en octobre 2006.

#### Guerre d'Afghanistan
En 2008, un détachement du 3rd CAG a été déployé en Afghanistan pour soutenir les Marines dans la province de Farah et la province de Helmand. En 2010, un autre détachement a été déployé dans la province de Helmand à l'appui du II MEF Forward.

### 1erCAG
En 2012, 3rd CAG a été désigné 1st CAG, pour reconnaître sa situation géographique complétée par son association historique et sa relation avec I MEF[réf. nécessaire].

## Décorations de l'unité
Une citation ou une mention élogieuse est une décoration décernée à une organisation pour l'action citée. Les membres de l'unité qui ont participé à ces actions sont autorisés à porter sur leur uniforme la citation de l'unité attribuée. Le 3e CAG a reçu les prix suivants :
| Ruban | Décoration                                                            |
|       | Presidential Unit Citation                                            |
|       | Navy Unit Commendation                                                |
|       | Meritorious Unit Commendation                                         |
|       | Médaille du service de la Défense nationale avec une étoile de bronze |
|       | Médaille du service en Asie du Sud-Ouest avec deux étoiles de bronze  |
|       | Médaille de la campagne en Irak                                       |
|       | Médaille expéditionnaire de la guerre mondiale contre le terrorisme   |
|       | Médaille de la guerre mondiale contre le terrorisme                   |